# Africa (Pétrarque)
Pour les articles homonymes, voir Africa.

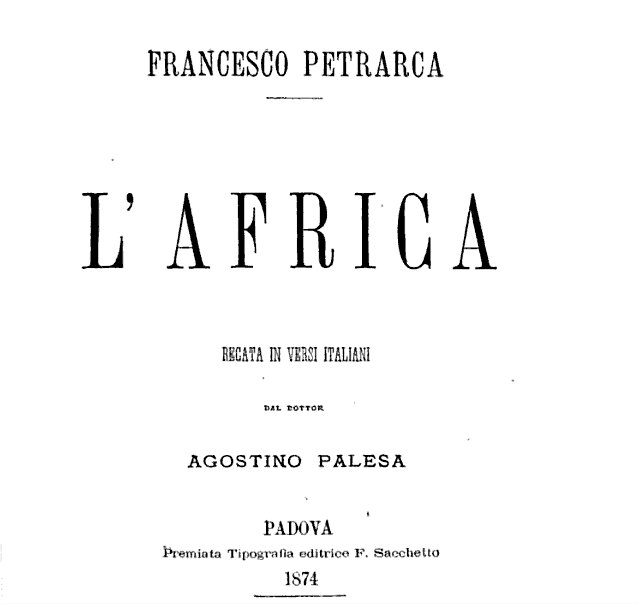
L'Africa (Pétrarque)

Africa est un poème épique en hexamètres latins composé par Francesco Petrarca.
Il est composé de neuf livres avec des lacunes au IV et au IX, et est dédié au roi Robert Ier de Naples.
Ce premier gros ouvrage est fondamental pour Pétrarque car il lui permet d'atteindre la gloire poétique sublimée dans  la cérémonie du couronnement du poète le 8 avril 1341 à Rome. Pétrarque  considérait l'Africa comme son chef-d'œuvre absolu (davantage que le Canzoniere selon les contemporains) et lui valut une grande célébrité dans toute l'Europe.

## L'histoire
Elle raconte les exploits de Scipion l'Africain contre Carthage lors de la deuxième guerre punique ; le récit se concentre sur ce qui a été l'un des moments les plus épiques de l'histoire de la République romaine, du départ de Scipion pour l'Afrique à la victoire de Zama.
La rédaction du poème se déroula en deux phases : une première partie écrite dans le Vaucluse après la première visite de Pétrarque à Rome en 1337, puis une seconde écrite durant son voyage à Selvapiana, proche de Canossa, où il est l'hôte d'Azzo da Correggio, seigneur du lieu.
Le poème est achevé en 1343, puis révisé et amélioré quasiment jusqu'à la mort du poète, qui durant sa vie ne voulut jamais le rendre public, peut être le jugeait-il toujours trop imparfait. Il sera publié trente ans après sa mort en 1397, et seulement 34 vers sur la mort de Magon vinrent divulgués par le poète.
La première édition imprimée est éditée à Venise en 1501.

## Critique
Cette œuvre a une valeur historique particulière car elle contient des réflexions du poète sur l'histoire romaine de l'époque. Les deux épisodes les plus caractéristiques sont  la mort de Magon, frère d'Hannibal, narrée de manière élégiaque avec une touchante allusion à la vanité des choses, et l'histoire d'amour tragique de Sophonisbe.

## Versions et dérivés
- Antoni Canals (1352-1419) en fit une traduction libre en catalan dans Raonament fet entre Scipió e Aníbal[1].

## Source
- (it) Cet article est partiellement ou en totalité issu de l’article de Wikipédia en italien intitulé « Africa (Petrarca) » (voir la liste des auteurs).